# Foa
Foa is een geslacht van straalvinnige vissen uit de familie van kardinaalbaarzen (Apogonidae). Het geslacht is voor het eerst wetenschappelijk beschreven in 1905 door Jordan & Seale.

## Soorten
Het geslacht bestaat uit 5 soorten:
- Foa albimaculosa Kailola, 1976
- Foa brachygramma O. P. Jenkins, 1903
- Foa fo D. S. Jordan & Seale, 1905
- Foa hyalina H. M. Smith & Radcliffe, 1912
- Foa madagascariensis Petit, 1931